# Capitan
Capitan és una població dels Estats Units a l'estat de Nou Mèxic. Segons el cens del 2000 tenia 1.443 habitants.

## Demografia
Segons el cens del 2000, Capitan tenia 1.443 habitants, 605 habitatges, i 416 famílies. La densitat de població era de 174,1 habitants per km².
Dels 605 habitatges en un 26,4% hi vivien nens de menys de 18 anys, en un 56% hi vivien parelles casades, en un 9,8% dones solteres, i en un 31,2% no eren unitats familiars. En el 27,4% dels habitatges hi vivien persones soles el 10,4% de les quals corresponia a persones de 65 anys o més que vivien soles. El nombre mitjà de persones vivint en cada habitatge era de 2,39 i el nombre mitjà de persones que vivien en cada família era de 2,91.
Per edats la població es repartia de la següent manera: un 24,9% tenia menys de 18 anys, un 5,9% entre 18 i 24, un 22,6% entre 25 i 44, un 29,9% de 45 a 60 i un 16,6% 65 anys o més.
L'edat mediana era de 42 anys. Per cada 100 dones de 18 o més anys hi havia 93,4 homes.
La renda mediana per habitatge era de 27.188 $ i la renda mediana per família de 32.115 $. Els homes tenien una renda mediana de 23.500 $ mentre que les dones 16.902 $. La renda per capita de la població era de 15.062 $. Aproximadament el 8,3% de les famílies i el 13% de la població estaven per davall del llindar de pobresa.

## Poblacions més properes
El següent diagrama mostra les poblacions més properes.